# Felice di Massa Martana
Felice di Massa Martana (Massa Martana, 241 circa – Massa Martana, 303 circa) è stato un vescovo romano.

## Agiografia
Nacque e crebbe, secondo la tradizione trascritta dallo Jacobilli, a Massa Martana, anticamente Vicus ad Martis Tudertium sotto l'egida del vescovo Ponziano di Todi, che lo battezzò. Qui, per merito delle sue virtù, fu eletto vescovo e confermato da papa Caio nel 295 (l'esistenza di tale diocesi, che pur sopravvive come sede titolare, è però messa in dubbio da vari autori); fu fervente predicatore e operò numerose conversioni e ordinazioni, soprattutto nella città di Spello.
Nel 303 avrebbe preso parte al concilio di Sinuessa, oggi ritenuto unanimemente un falso storico.
Visse sotto la diarchia di Diocleziano e Massimiano, che, tramite il prefetto Tarquinio, perseguitarono Felice; questi, avendo rifiutato di abiurare la propria fede fu martirizzato per mezzo della decapitazione, dopo essere miracolosamente scampato al supplizio della graticola.
Il suo corpo nottetempo fu celato dai fedeli e discepoli (fra i quali Faustino di Todi) e posto in un sepolcro.

## Culto
Nel luogo dove fu sepolto venne eretta la chiesa di San Felice a Massa Martana; successivamente alla distruzione della città nel VI secolo, il suo corpo fu poi traslato nell'abbazia di Giano, che a lui fu dedicata.
È ricordato il 30 ottobre.
È patrono di Massa Martana, Giano dell'Umbria e Spello.

## Controversie sull'identità
Alcuni autori, come il Lanzoni, il Burchi e il Delehaye ritengono che il Santo sia uno "sdoppiamento" dell'omonimo san Felice di Spalato, favorito dall'assonanza del nome latino del luogo di provenienza (Hispellum, Spello e Spalatum, Spalato), anche perché i due santi condividono la stessa data del martirio. Eccetto le indicazioni topografiche, la passio di Felice di Martana è identica a quella di san Felice di Spello. Inoltre, sempre a causa dell'assonanza tra Spalatensis e Spoletensis, Felice venne inserito anche tra i santi della diocesi di Spoleto.